# Кривокуча, Срболюб
Срболю́б Кривоку́ча (серб. Србољуб Кривокућа; 14 марта 1928[…], Иваница — 22 декабря 2002, Белград) — югославский футболист, игравший на позиции вратаря, в частности, за клуб «Црвена звезда». По завершении игровой карьеры — тренер. Участник чемпионатов мира по футболу 1958 и 1962 годов в составе национальной сборной Югославии.

## Клубная карьера
В профессиональном футболе Кривокуча дебютировал в 1948 году за команду «Явор» (Иваница), в которой провёл один сезон, после чего в течение 1950—1951 годов защищал цвета клуба «Будучност» (Подгорица).
Своей игрой за последнюю команду привлёк внимание представителей тренерского штаба клуба «Црвена звезда», к составу которого присоединился в 1951 году. Он впервые получил шанс сыграть за новый клуб на Кубке Рио 1951 после травмы основного вратаря команды Срджана Мркушича и выходил на поле во всех трёх матчах группового этапа. После этого на протяжении большей части времени оставался основным вратарём белградской команды, пока не проиграл конкуренцию за место в воротах Владимиру Беаре в 1956 году. В составе команды трижды становился чемпионом Югославии в 1953, 1956 и 1957 годах.
В 1958 году выступал за клуб «Воеводина», после чего на протяжении четырёх лет выступал за клуб ОФК. В составе этого клуба он был основным вратарём и стал обладателем кубка Югославии. После этого в течение двух лет выступал за клуб из ФРГ «Ворматия» (Вормс), вернувшись в «Црвену звезду» в 1964 году. В сезоне 1964/65 он вышел на поле в семи матчах чемпионата, а в следующем чемпионате отыграл 25 матчей, что стало его личным рекордом в Югославии.
Завершил игровую карьеру в команде «Раднички» (Крагуевац), за которую выступал на протяжении 1966—1967 годов.

## Карьера в сборной
В 1956 году дебютировал в официальных матчах в составе национальной сборной Югославии в матче Кубка Центральной Европы 1955—1960 против Венгрии, который был сыгран в Будапеште (2:2). В составе сборной был участником чемпионата мира 1958 года в Швеции, где сыграл в четвертьфинале с ФРГ (0:1).
Также присутствовал в заявке сборной на чемпионат мира 1962 года в Чили, но на поле не выходил. Всего в течение пяти лет, проведённых в национальной сборной, провёл в её форме 7 матчей.

## Статистика в сборной
| Матчи Кривокучи за сборную Югославии | Матчи Кривокучи за сборную Югославии | Матчи Кривокучи за сборную Югославии | Матчи Кривокучи за сборную Югославии | Матчи Кривокучи за сборную Югославии | Матчи Кривокучи за сборную Югославии | Матчи Кривокучи за сборную Югославии |
| ------------------------------------ | ------------------------------------ | ------------------------------------ | ------------------------------------ | ------------------------------------ | ------------------------------------ | ------------------------------------ |
| №                                    | Дата                                 | Оппонент                             | Счёт                                 | Пропущено голов                      | Соревнование                         | Прим.                                |
| 1                                    | 29 апреля 1956 года                  | Венгрия                              | 2:2                                  | —                                    | Кубок Центральной Европы 1955—1960   | 56'                                  |
| 2                                    | 16 сентября 1956 года                | Венгрия                              | 1:3                                  | —                                    | Кубок Центральной Европы 1955—1960   | 76'                                  |
| 3                                    | 20 сентября 1956 года                | Чехословакия                         | 1:2                                  | 2                                    | Кубок Центральной Европы 1955—1960   |                                      |
| 4                                    | 20 апреля 1958 года                  | Венгрия                              | 0:2                                  | 2                                    | Товарищеский матч                    |                                      |
| 5                                    | 19 июня 1958 года                    | ФРГ                                  | 0:1                                  | 1                                    | Чемпионат мира 1958                  |                                      |
| 6                                    | 19 апреля 1959 года                  | Венгрия                              | 0:4                                  | 4                                    | Товарищеский матч                    |                                      |
| 7                                    | 7 мая 1961 года                      | Венгрия                              | 2:4                                  | 2                                    | Товарищеский матч                    | 46'                                  |

Итого: 7 матчей и 11 пропущенных голов; 0 побед, 1 ничья, 6 поражений, 2 «сухих» матча.

## Тренерская карьера
Начал тренерскую карьеру вскоре после завершения карьеры игрока, в 1968 году, возглавив тренерский штаб клуба «Шумадия» (Аранджеловац).
В течение тренерской карьеры также возглавлял команды «Майданпек», «Шумадия 1903» и «Раднички» (Крагуевац), работал в Кувейте, а также входил в тренерский штаб олимпийской сборной Югославии, где и закончил карьеру тренера в 1984 году.
Умер 22 декабря 2002 года на 75-м году жизни в Белграде.

## Достижения
«Црвена Звезда»
- Чемпион Югославии (3): 1953, 1956, 1957

ОФК (Белград)
- Обладатель Кубка Югославии: 1962